# Michel Chodkiewicz
Michel Chodkiewicz (13 de mayo de 1929-31 de marzo de 2020) fue un filósofo francés gran experto del sufismo.

## Biografía
Fue director general de ediciones Seuil de 1979 a 1989 y director de estudios en la École des hautes études en sciences sociales donde dirigió seminarios sobre el pensamiento de Ibn Arabi, del que es considerado un gran conocedor.
De origen católico polacos, su familia se trasladó a Francia en 1832. Él mismo explica su conversión al islam a los diecisiete años como «aboutissement d'une recherche personnelle commencée dès l'adolescence (...) parce que le catholicisme ne [lui] apportait pas de réponses satisfaisantes» (resultado de una búsqueda personal empezada en la adolescencia (...) porque el catolicismo no proporciona respuestas satisfactorias).
Falleció a los 90 años el 31 de marzo de 2020.

## Obra
Entre sus principales escritos están:
- Émir Abd el-Kader, Écrits spirituels, 1982.
- Awhad al-Din Balyani, Épître sur l'Unicité absolue, 1982.
- Le Sceau des Saints, Prophétie et Sainteté dans la doctrine d'Ibn 'Arabî, 1986.
- Ibn 'Arabî, Les Illuminations de la Mecque, textes choisis des al-Futûhât al-Makkîya (con la colaboración de W.C. Chittick, C. Chodkiewicz, D. Gril et J.W. Morris), 1988; reeditado con el subtítulo Anthologie présentée par Michel Chodkiewicz, 2008.
- Un Océan sans rivage. Ibn 'Arabî, le Livre et la Loi, 1992.